# Borgward
Borgward var en fordonstillverkare och var ett bilmärke som grundades av Carl F.W. Borgward i Bremen. Förutom bilmärket Borgward tillverkade man även modeller under namnen Goliath och Lloyd i sina tre olika fabriker i Bremen. Borgward tillverkade förutom personbilar även lastbilar och bussar. Borgward var under 1950-talet Europas största privata bilkoncern. I Sverige använde företaget sloganen Bilar byggda i Bremen.

## Historia

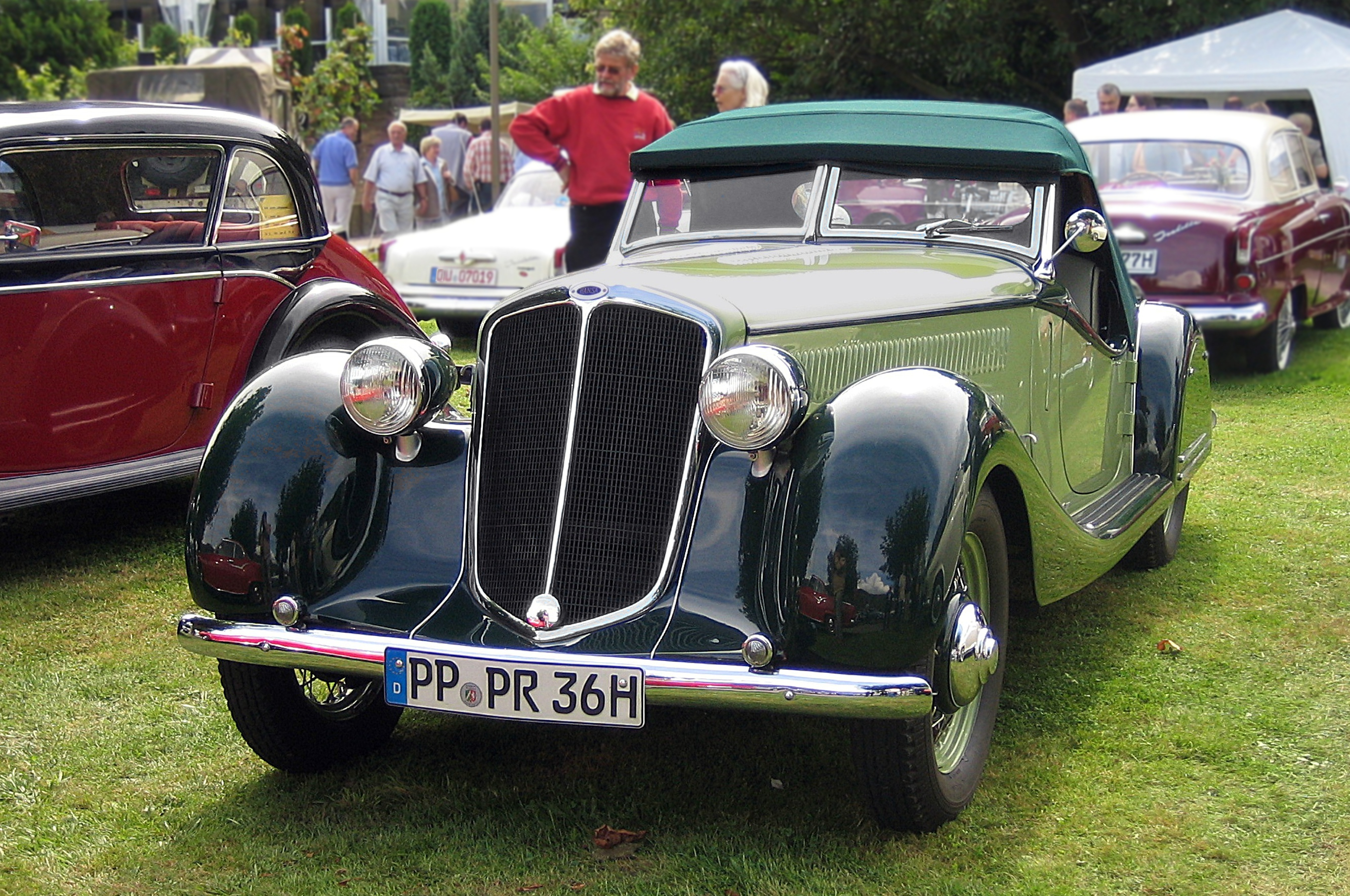
Hansa 1700 Sport

Borgward grundade en kylarfabrik som var underleverantör till biltillverkare. Det första fordonet som Carl F.W. Borgward konstruerade var den trehjuliga Blitzkarre, en slags motorcykel med två hästkrafter som tillverkades av Borgward & Co från 1924 och framåt. Modellen blev framgångsrik som liten leveransbil. 1925 gick köpmannen Wilhelm Tecklenborg in i bolaget med 10 000 riksmark och bolaget lyckades samma år även sälja ett stort antal fordon till tyska posten. 1925 följde även lanseringen av Goliath och verksamheten växte snabbt. Borgwards märke, en romb, har fått sina rödvita färger från staden Bremens hanseatiska färger.
1928 grundades Borgward bolaget Goliath, Fa. Goliath-Werke Borgward & Co och 1931 kom den första personbilen Goliath Pionier, även den med tre hjul. Den blev den mest sålda bilen i Tyskland. 1929 tog Carl F.W. Borgward över Hansa-Lloyd som drabbats av den ekonomiska lågkonjunkturen och ledde där utvecklingen av Hansa Konsul. Den första riktiga personbilen kom 1934 och hette Hansa 1100. Borgward tog under 1930-talet över bolaget när Tecklenborg köptes ut. 1938 öppnades den nya bilfabriken i Sebaldsbrück. I februari 1937 kom den nya Hansa Borgward 2000 och 1939 ändrades namnet till enbart Borgward 2000. 2000-modellen följdes av Borgward 2300, som var i produktion till 1942. Under andra världskriget ställdes fabriken om till krigsproduktion och här tillverkades bland annat pansarfordon och torpeder. I fabriken arbetade under en period ungefär 1000 polska och ryska män i ett filialläger till koncentrationslägret Neuengamme.

### Borgwards glansår

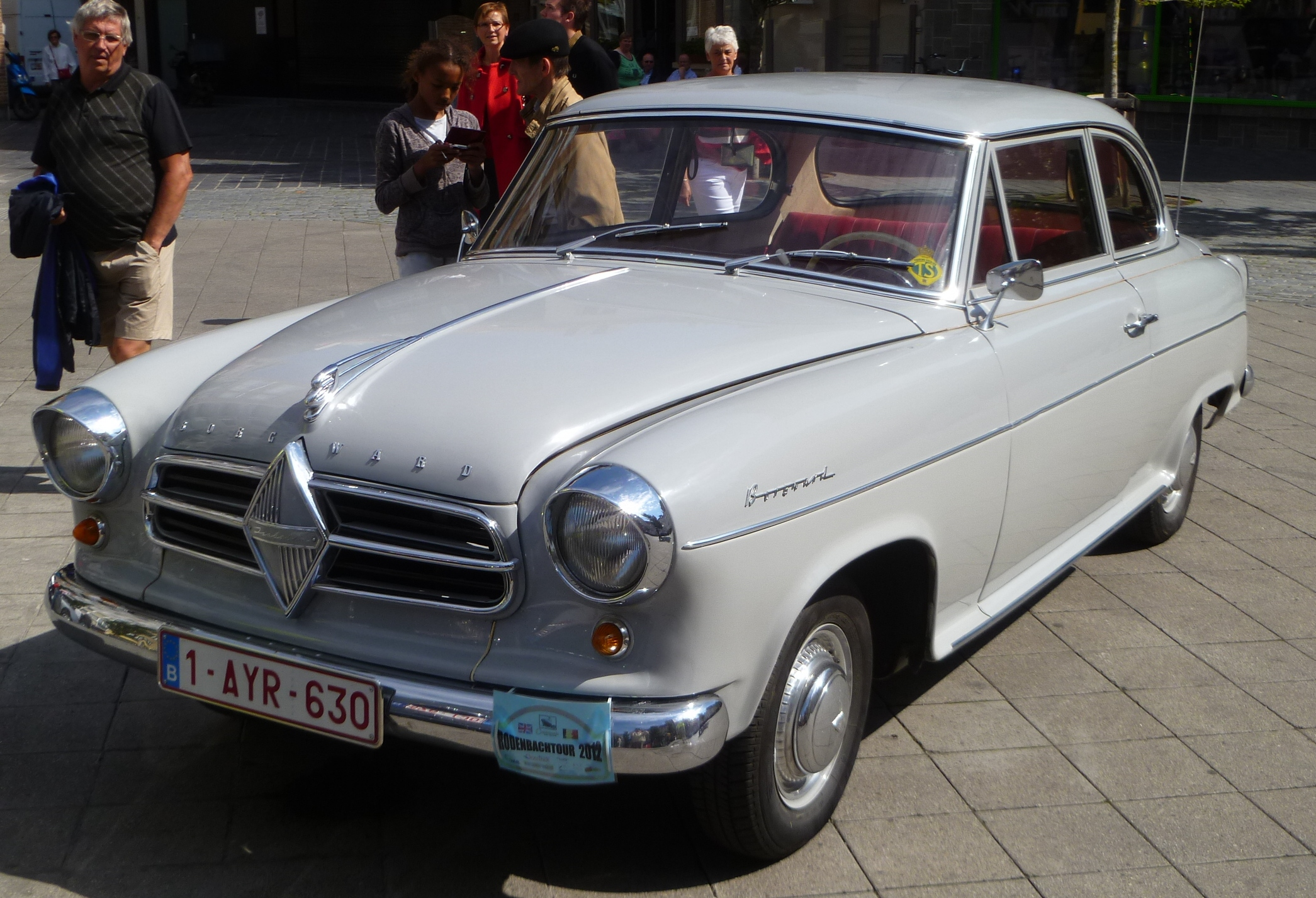
Borgward Isabella (1957)

Efter andra världskriget återupptogs produktionen i Sebaldsbrückfabriken genom att bygga samman armélastbilar från delar som redan tillverkats och bolaget började även tillverka nya delar utan den brittiska ockupationsmaktens uttalade tillstånd. Då Carl Borgward varit medlem i Nazistpartiet tilläts han inte leda företaget och det leddes istället av Wilhelm Schindelhauer som förvaltare.
Borgward kom tillbaka 1948 efter tre år i häkte och fick tillträda fabriken efter en avnazifieringsprocess. Under tiden i fängelset arbetade Borgward på en ny modell och den första konstruktion efter kriget kom att bli den första tyska personbilen med pontonkaross. 1949 delades bolaget i tre separata bolag: Carl F. W. Borgward GmbH Automobil- und Motoren-Werke, Goliath-Werk GmbH och Werk och Lloyd Maschinenfabrik GmbH. De tillverkade Borgward, Goliath (från 1958 Hansa) och Lloyd.
En stor framgång blev småbilen Lloyd LP 300 med tvåtaktsmotor och Borgward var under 1950-talet Tysklands fjärde största fordonstillverkare och under en period var Borgward Europas största privata biltillverkare. Bolaget började även tillverka Borgward Hansa 1500 vilken följdes av Borgward Isabella, som började produceras 1954. Ett vanligt namn på Borgward på den tiden var "Hon dansade en sommar", eftersom bilen var mycket rostbenägen. Isabellan kom att bli den mest framgångsrika modellen och den var i produktion fram till företagets konkurs 1961. 1959 kom Borgward P100 som imponerade med sin hydrauliska luftfjädring som inte ska förväxlas med Citroëns gasfjädring. P100 var tänkt att konkurrera med bland andra Mercedes-Benz stora lyxåk.

### Konkursen

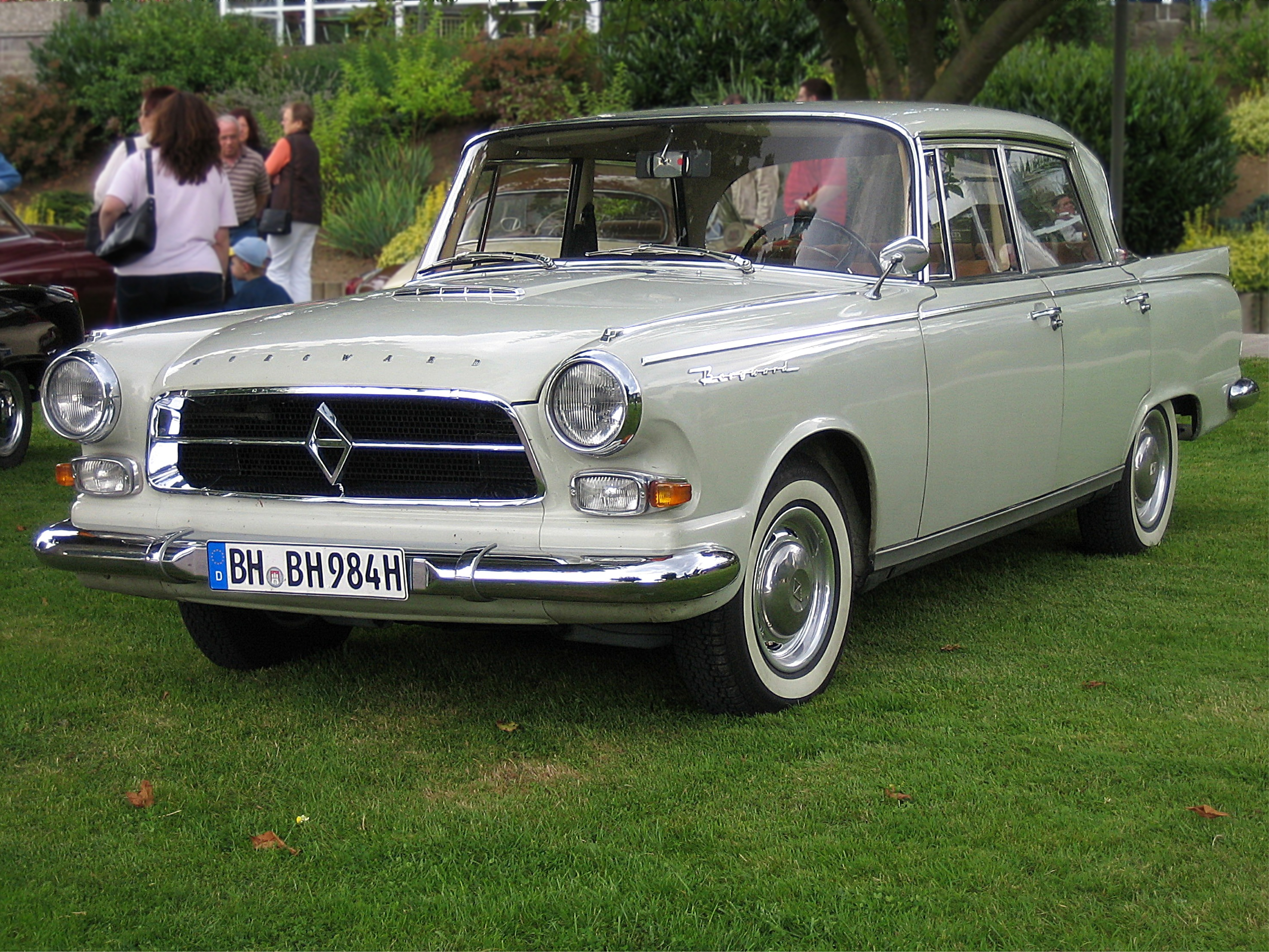
Borgward P100

Borgward hade under flera år haft finansiella problem och präglades av sin ägare och chef som i första hand var ingenjör och inte företagsledare. 1960 stod det klart att bolaget var i ekonomisk kris. Orsaken var stagnationen i personbilsförsäljningen med minskad export, framförallt till USA. Bolaget hade ett stort modellprogram men det saknades efterfrågan på modellerna som inte blev några ekonomiska framgångar.
Miljonkrediter planerades att ges av banker med Bremens senast som borgenär. Men senaten drog tillbaka den borgen man tänkt ge sedan det blivit offentlig diskussion och bankerna drog tillbaka sina lån i januari 1961. 4 februari 1961 gavs Borgward alternativet att överlåta sitt bolag till delstaten Bremen eller gå i konkurs. Borgward överlät efter långa förhandlingar bolaget till delstaten. Då var 20 000 personer anställda i Borgwardkoncernen i Bremen, omkring 20 procent av det totala antalet sysselsatta i Bremen. Johannes Semler som tagit över som styrelseordförande i Borgward-Werke lämnade redan i augusti 1961 sitt uppdrag. Konkursen var den största efter andra världskriget i Tyskland.
Delstaten Bremen kom att spendera 60 miljoner d-mark i skattepengar i Borgward. När räkenskaperna gåtts igenom och resterande pengar betalats till fordringsägare visade det sig att det fanns miljoner d-mark över – konkursen var ett misstag som delstaten Bremen orsakat. Att bolaget ansetts oförmöget att betala berodde på den krångliga företagsstrukturen som försvårade en överblick över bolagets tillgångar. 1963 såldes hela produktionsanläggningen för Isabella och P100 till Mexiko där P100 tillverkades under namnet 230/230 GL 1967–1970. Fabriken i Sebaldsbrück i Bremen köptes av Hanomag som i sin tur sålde den till Daimler-Benz 1971. Mercedes-Benz tillverkar idag sin C-klassmodell här.

Nutid
I januari 2014, köpte Foton Motor Company upp Borgward genom ett dotterbolag och blev därigenom ägare till Borgwards varumärke. I mars 2019 köpte UCAR inc (Kinabaserat företag) 67% av aktierna och åtog sig att skapa ett nytt bilmärke. 
Med produktion i Kina och huvudkontor i Tyskland har de idag (2022) 3 bilmodeller: BX5, BX7 och BX7 TS.

## Tillverkade fordon

### Personbilar
- Borgward 2000 (1938–1939)
- Borgward 2300 (1939–1942)
- Borgward Hansa 1500 (1949–1952)
- Borgward Hansa 1800 (1952–1954)
- Borgward Hansa 1800 D (1953–1954) dieselversion
- Borgward Hansa 2400 (1952–1958)
- Borgward Isabella (1954–1961)
- Borgward P100 (1959–1961)
- Borgward 230 (1967–1970) i Mexiko
- Borgward Arabella (1959–1961)

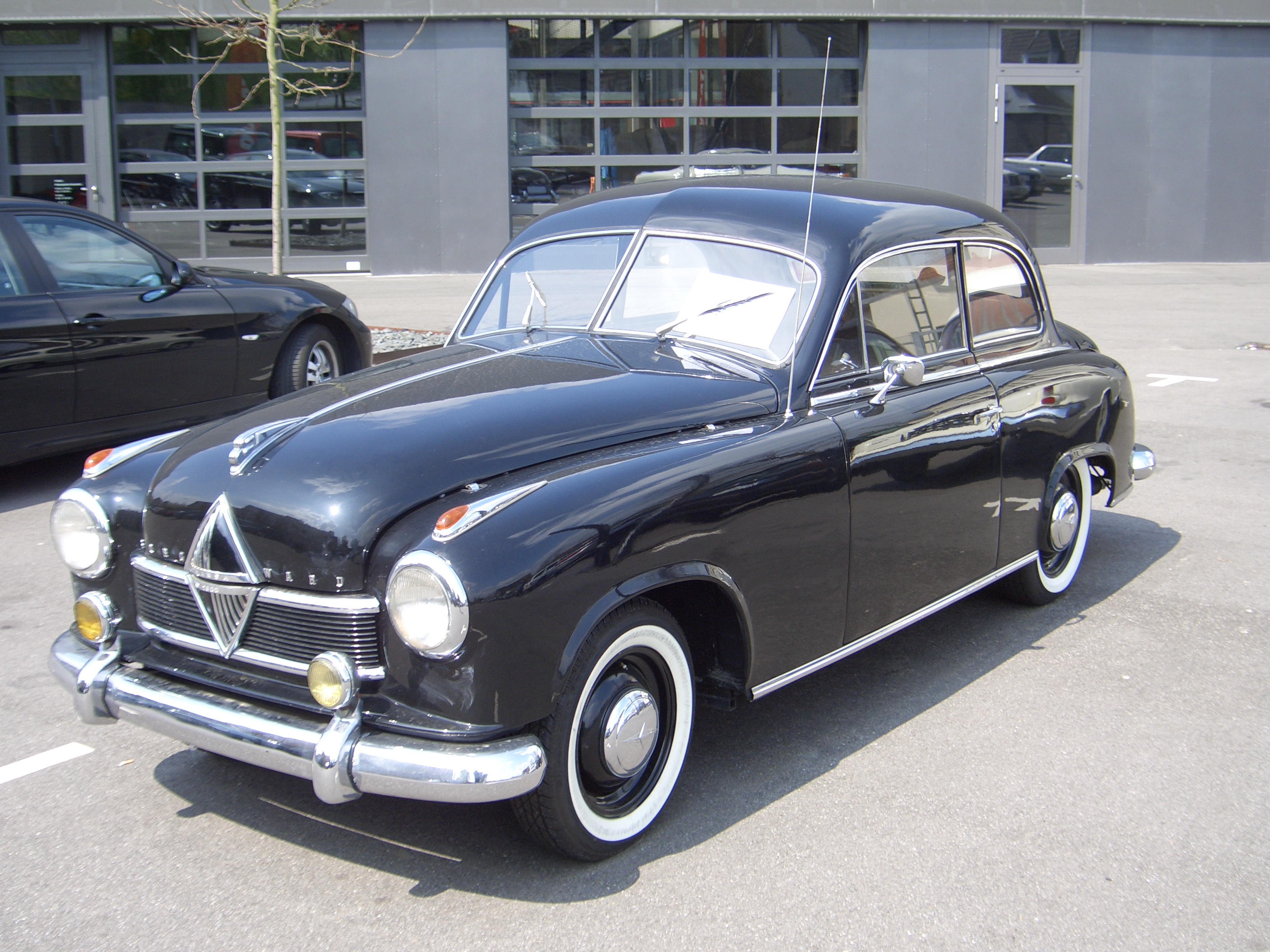
Borgward Hansa 1800 (1952)
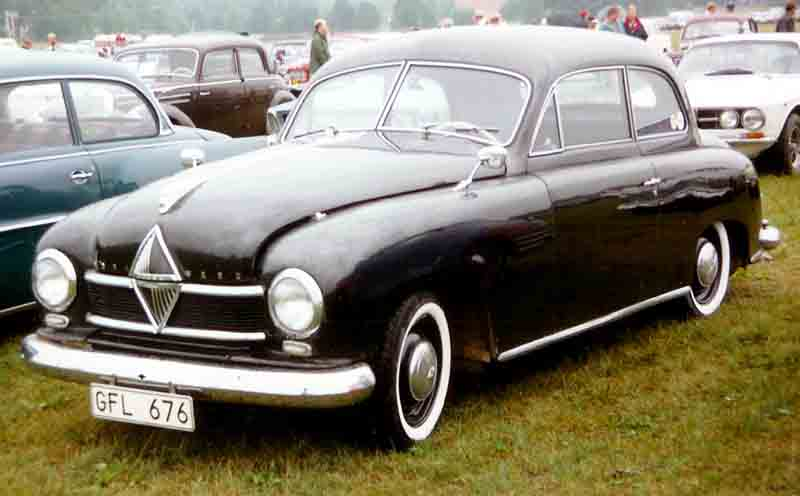
Borgward Hansa 1500 (1950)
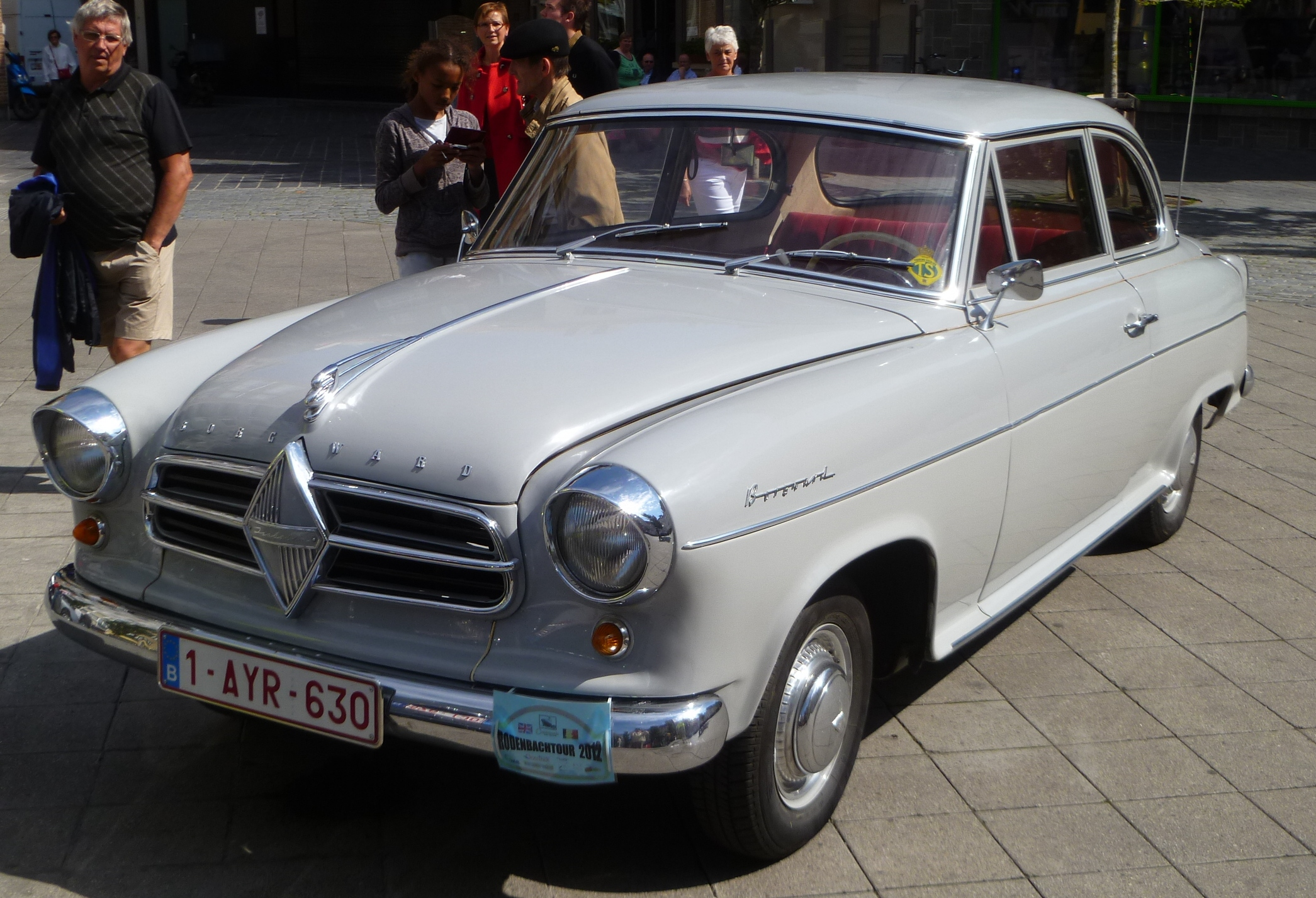
Borgward Isabella (1957)
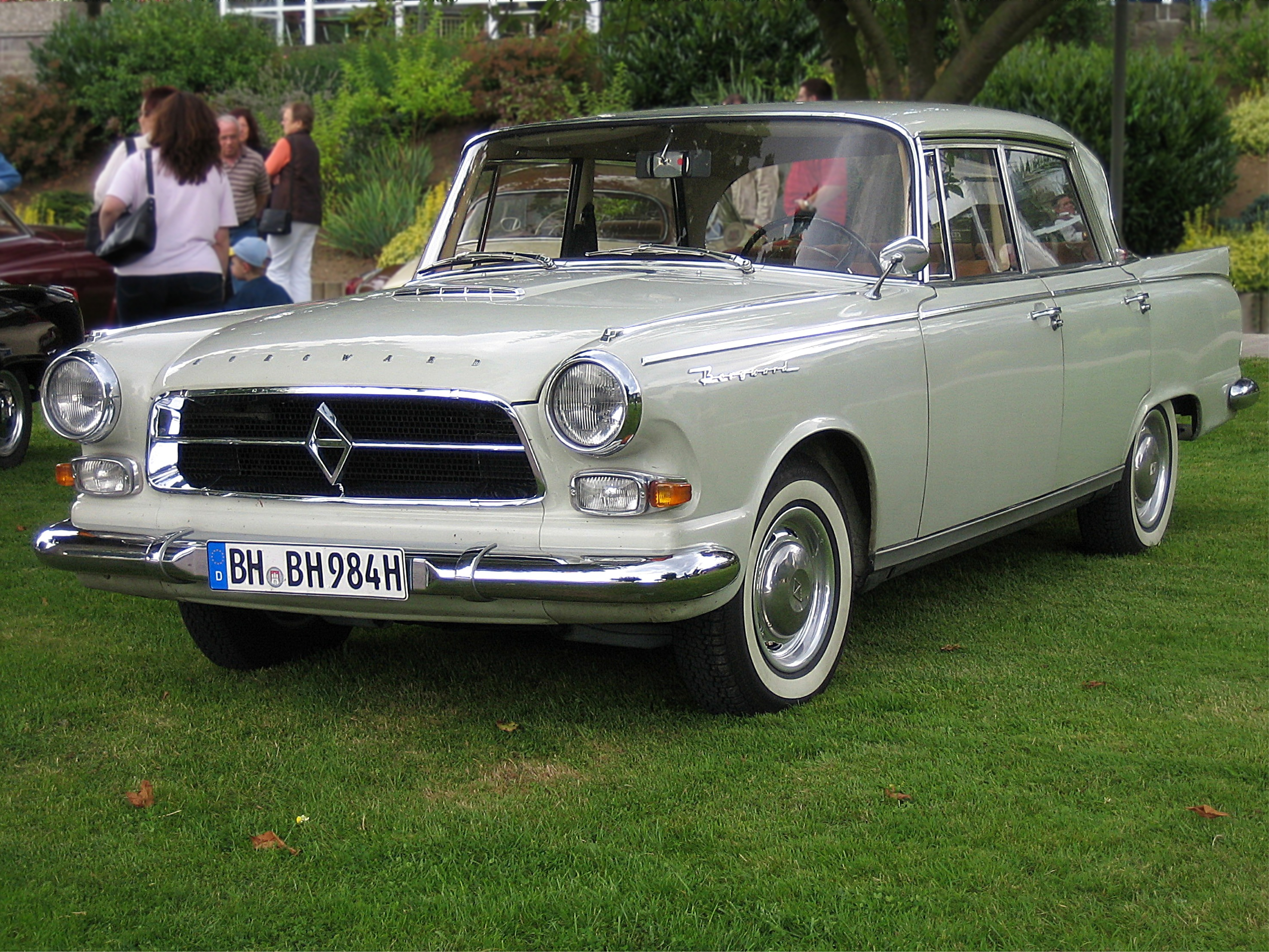
Borgward P100 (1959)
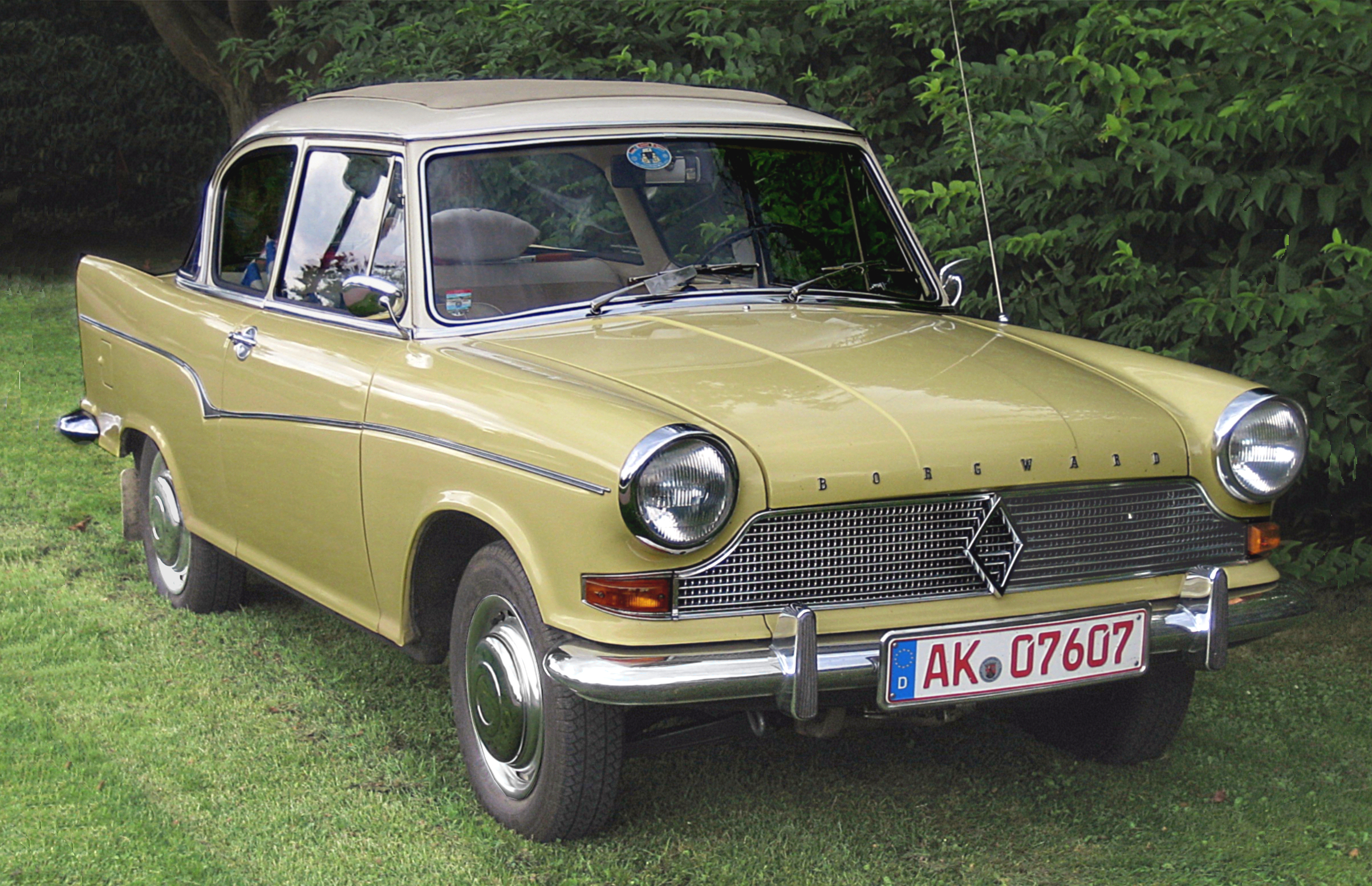
Borgward Arabella de Luxe (1961)

### Lastbilar
- Borgward B 1000
- Borgward B 1250
- Borgward B 1500 / B 511
- Borgward B 1500F / B 611
- Borgward B 2000
- Borgward B 2500 / B 522
- Borgward B 622
- Borgward B 3000
- Borgward B 4000 / B 533 / B 544
- Borgward B 4500 / B 555
- Borgward B 655

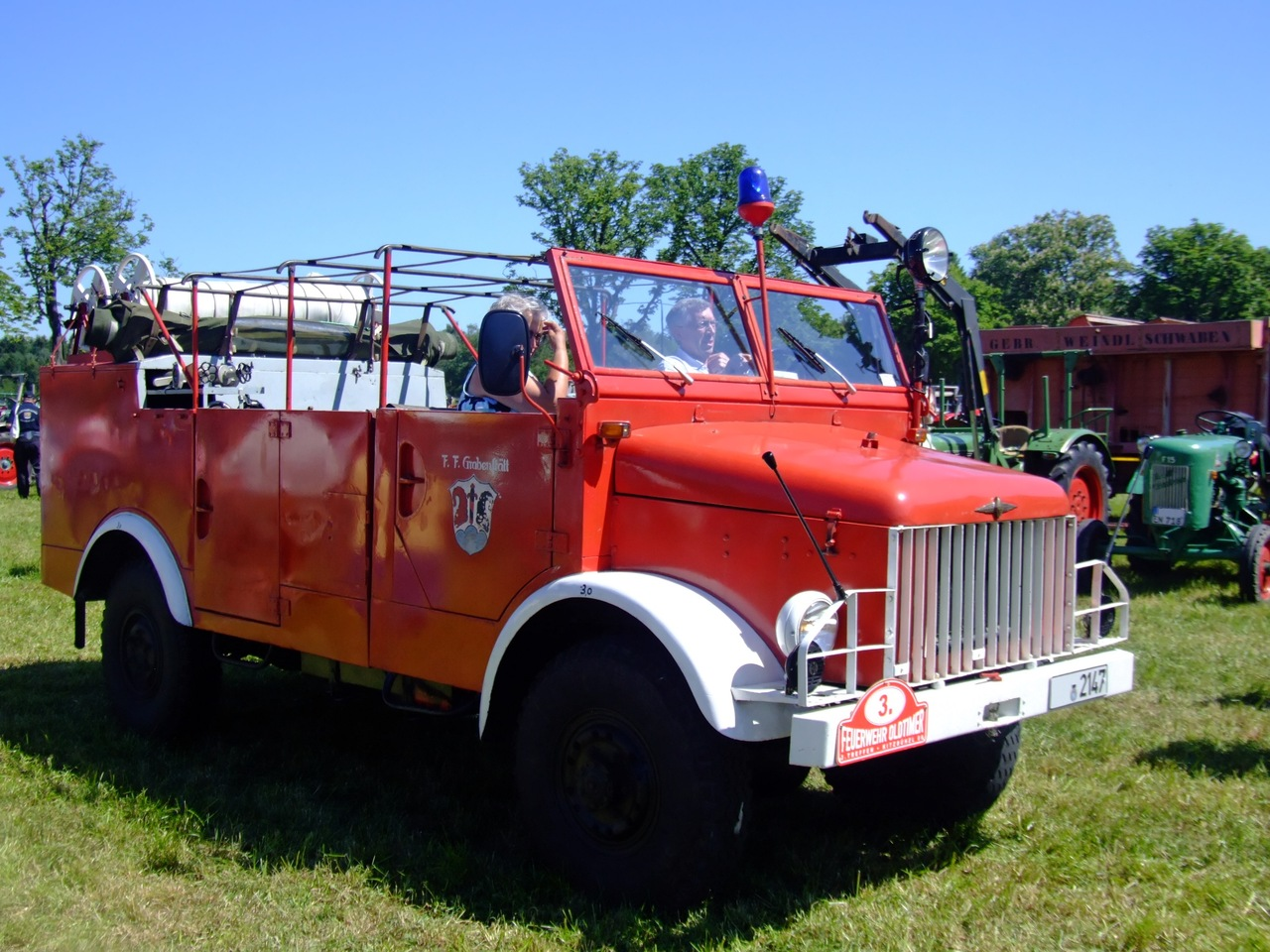
Borgward B 2000 (1958)
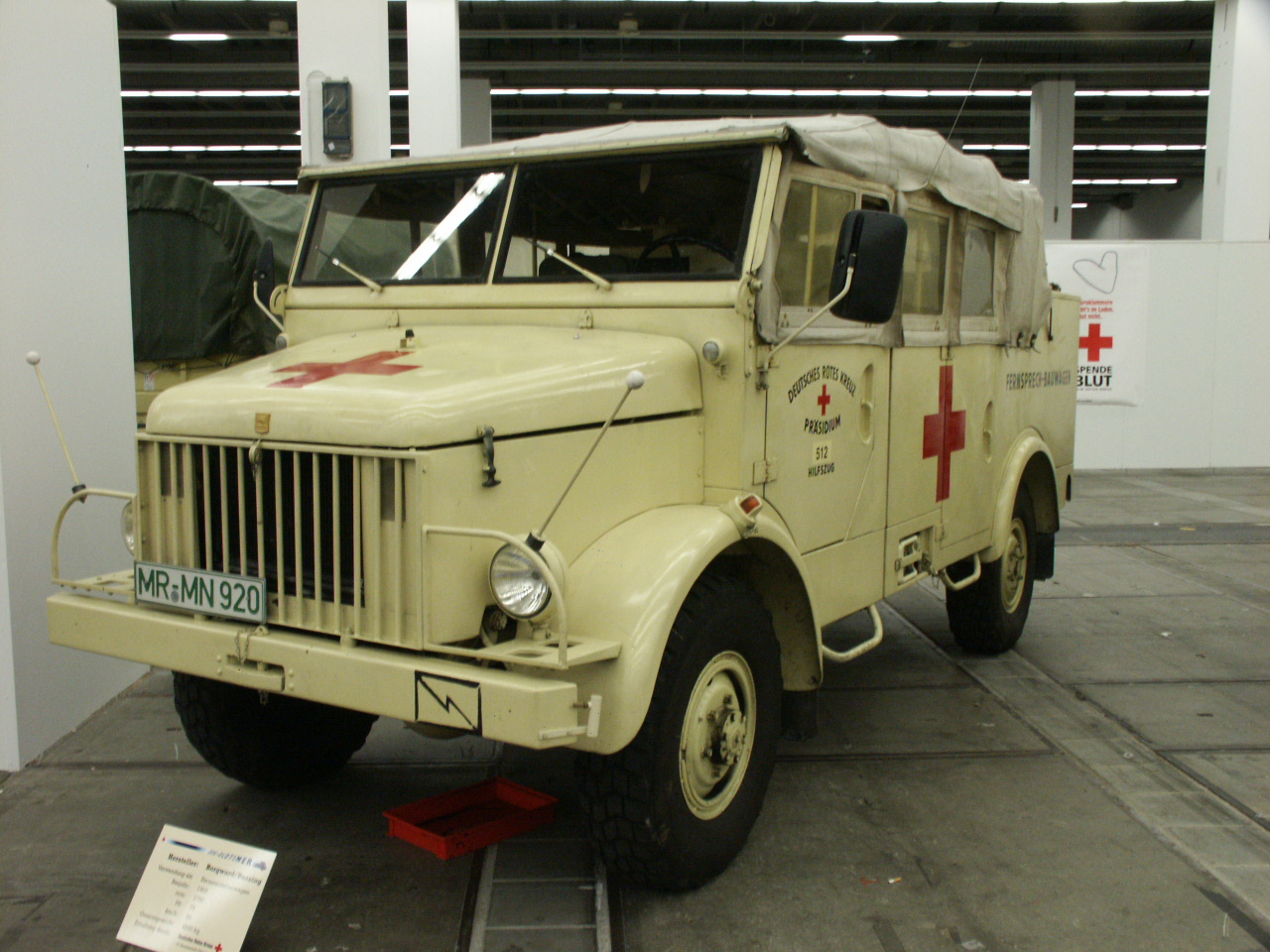
Borgward-Büssing (1963)
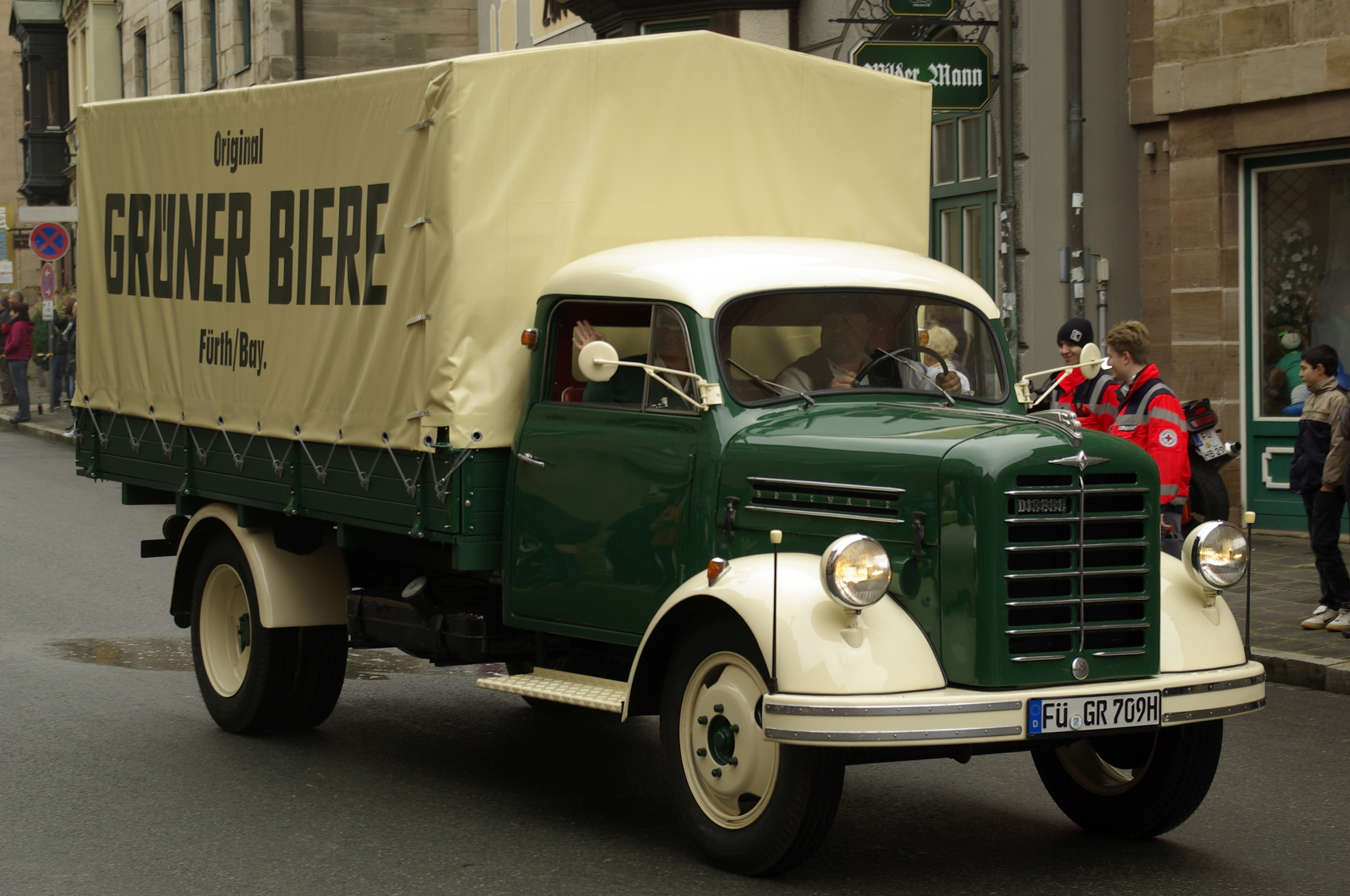
Borgward B 2500 (1959)
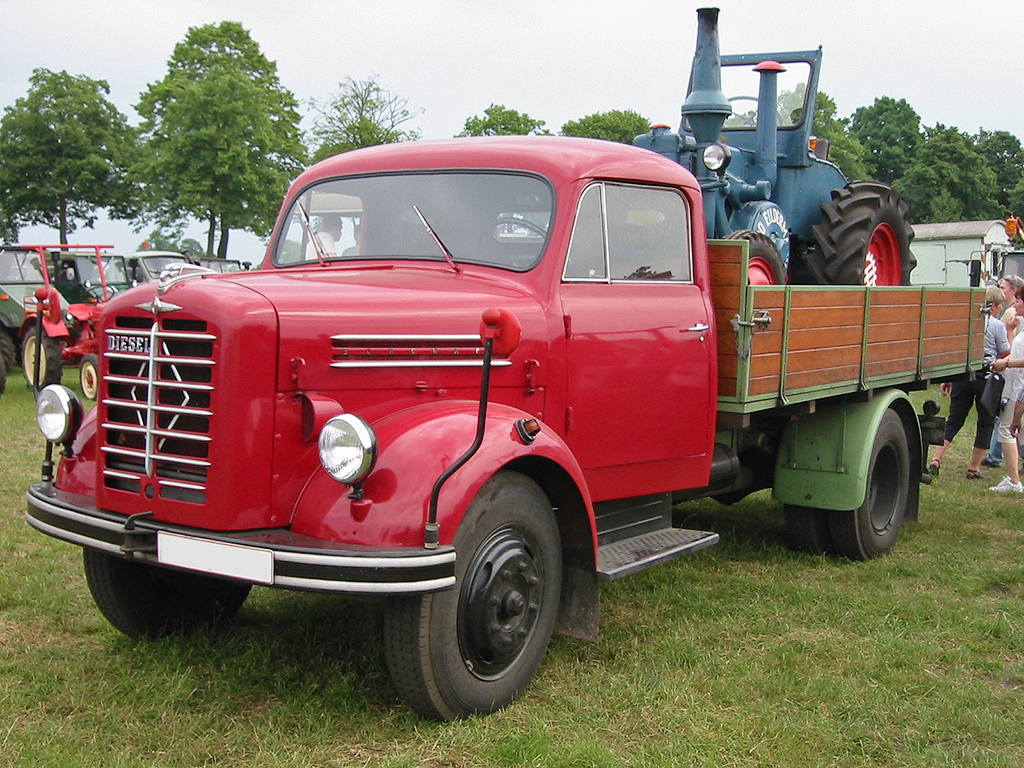
Borgward B 4500 (1957)
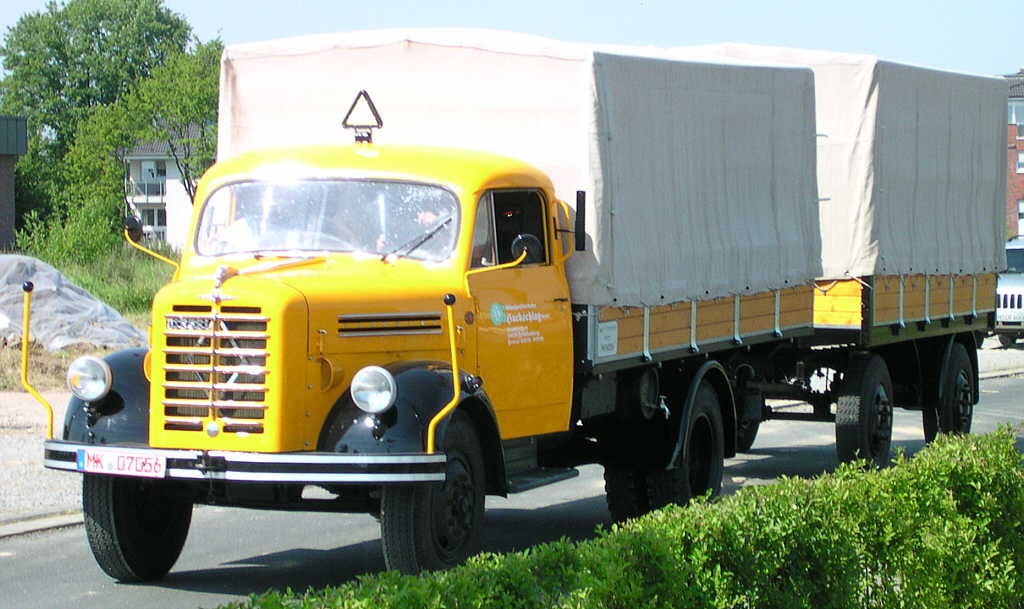
Borgward B 4500 (1957)
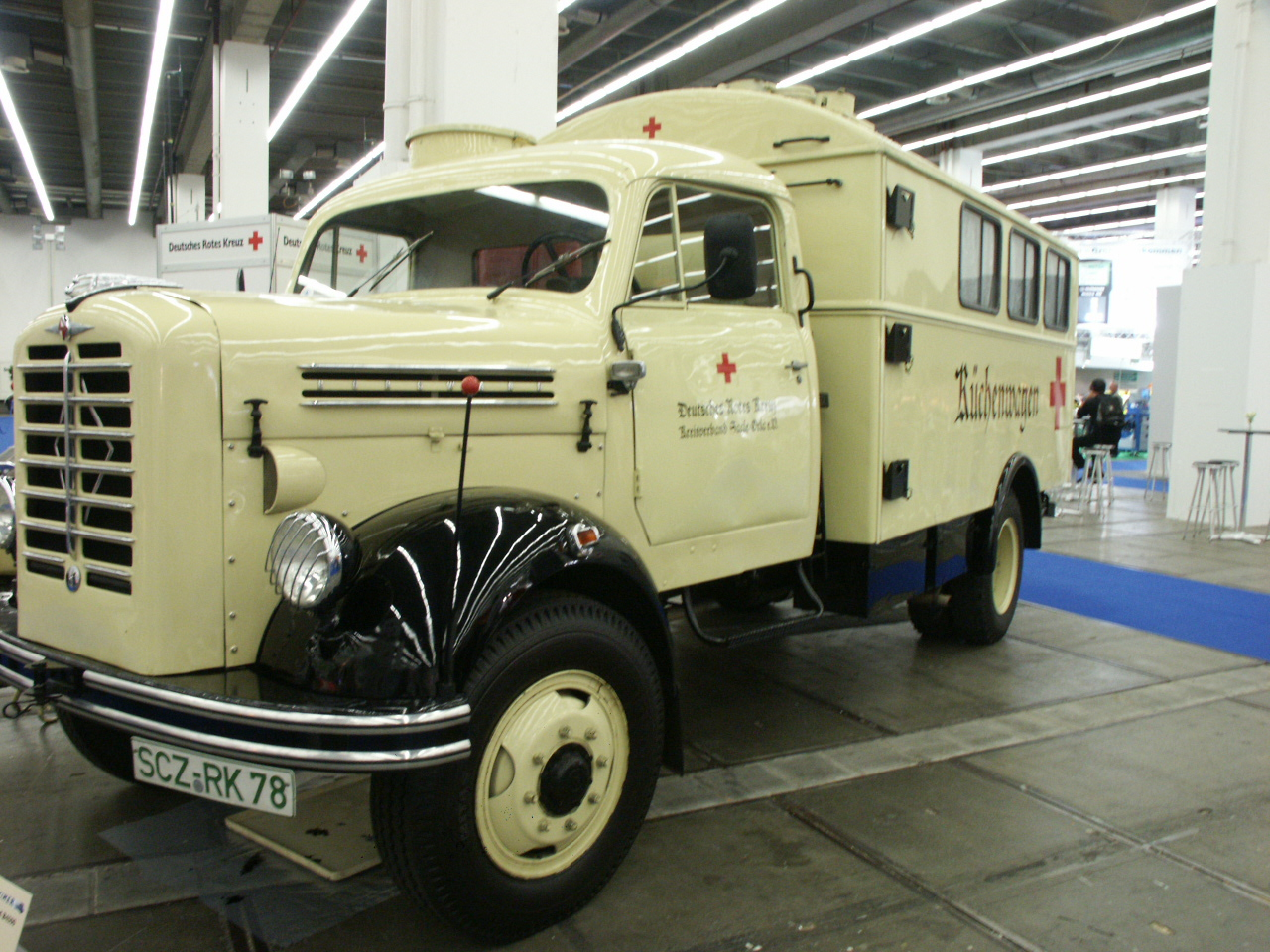
Borgward B 4500 A (1958)
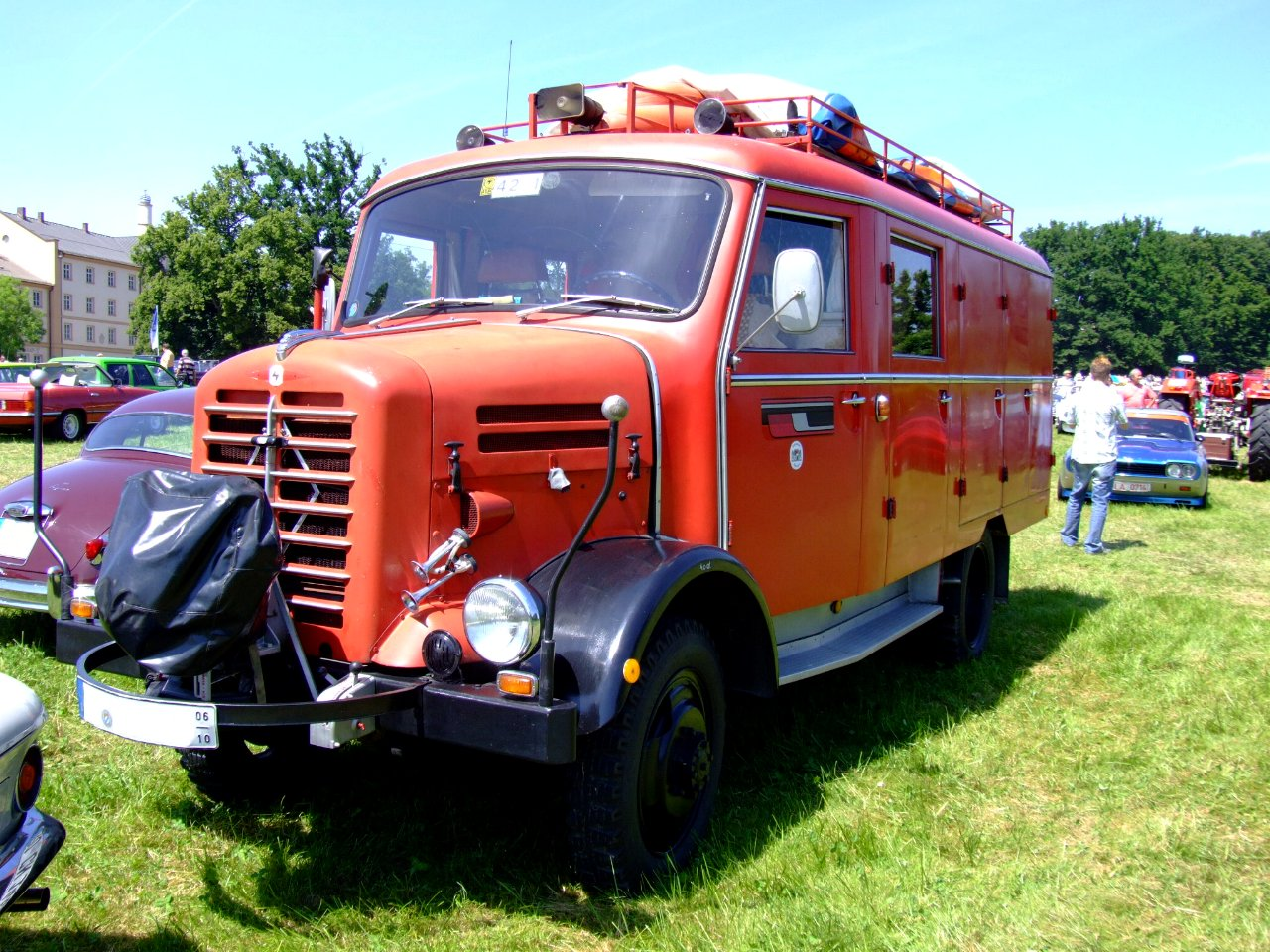
Borgward B 522 A/O
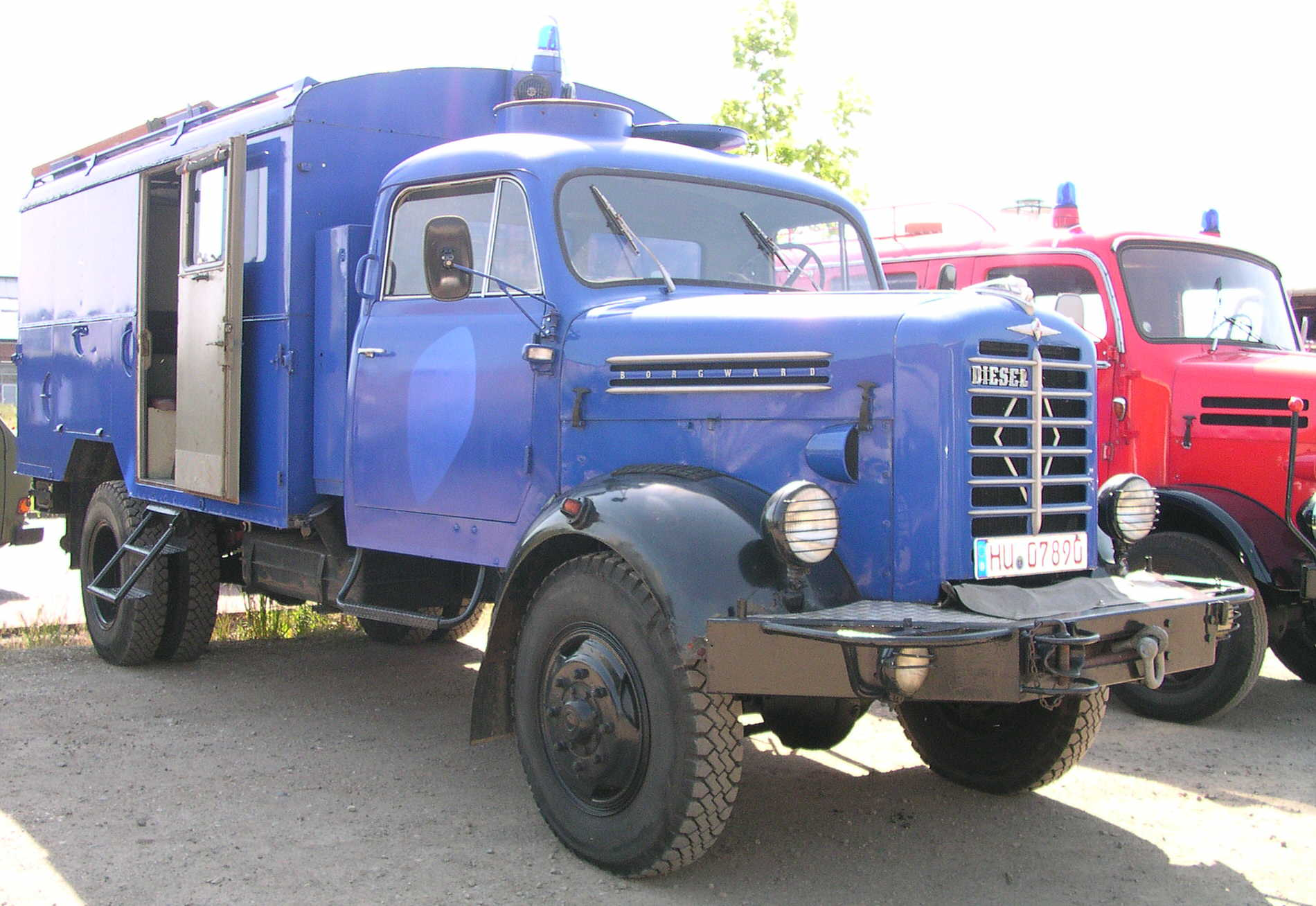
Borgward B 555 A
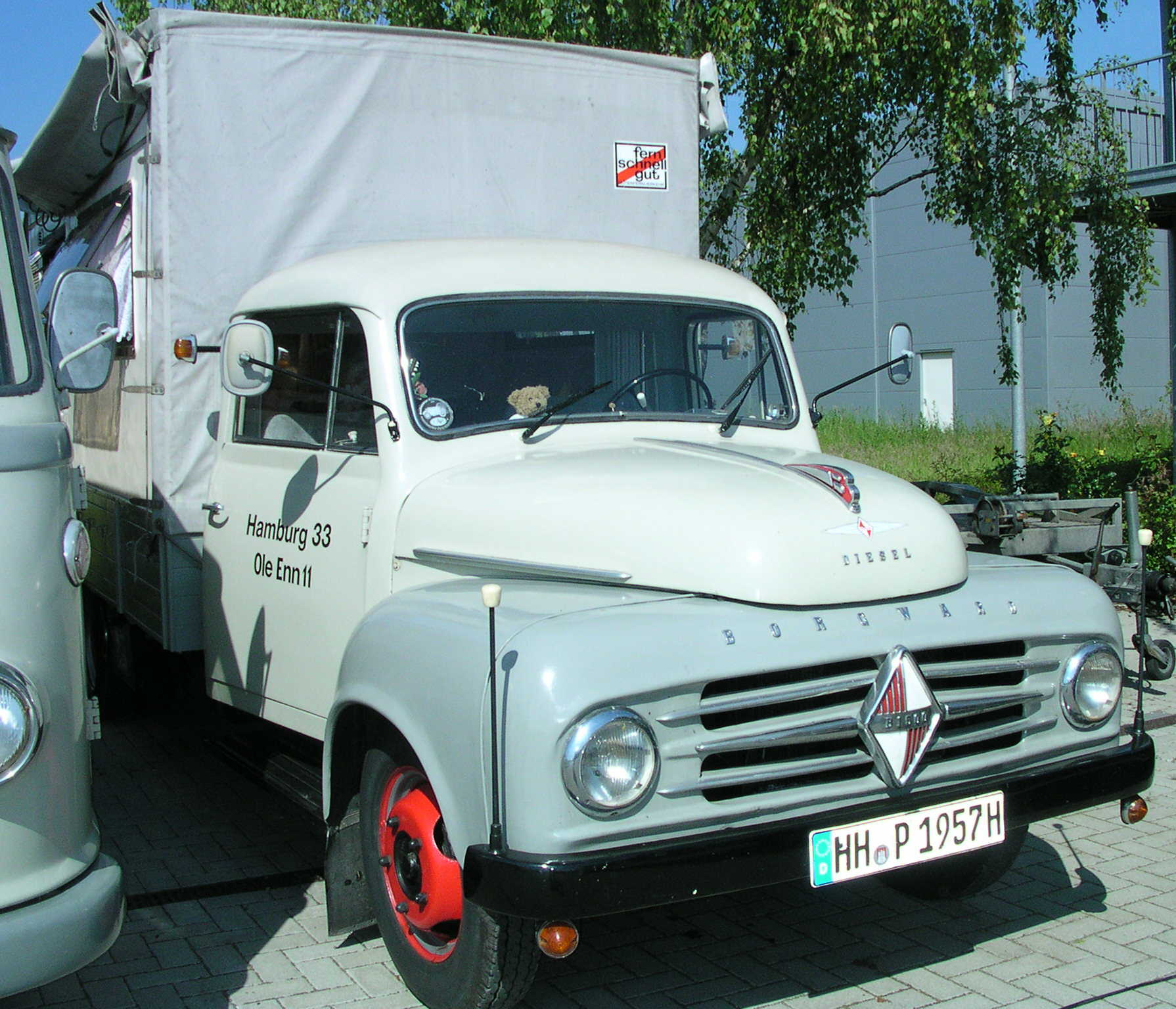
Borgward B 1500
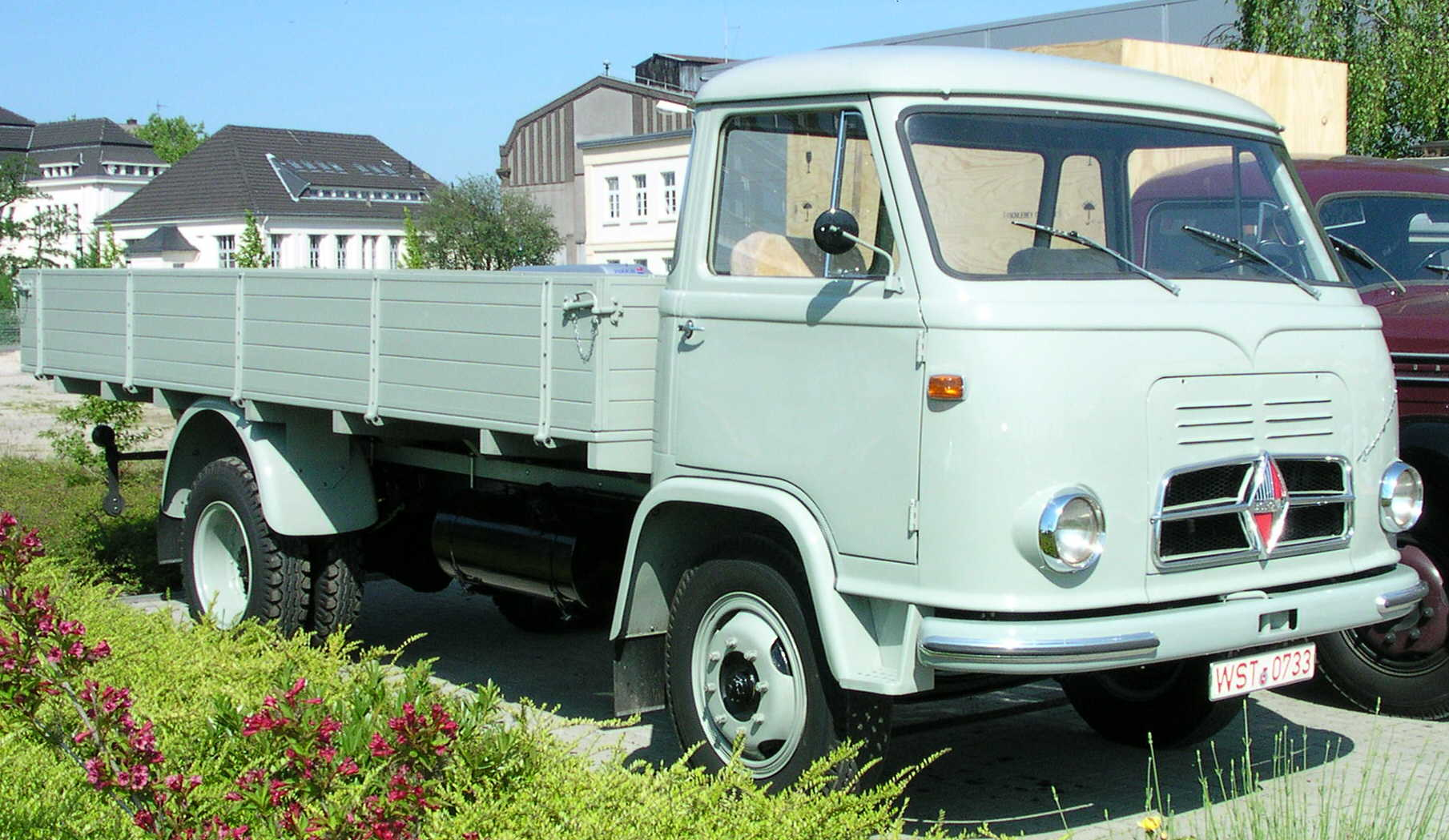
Borgward B 655
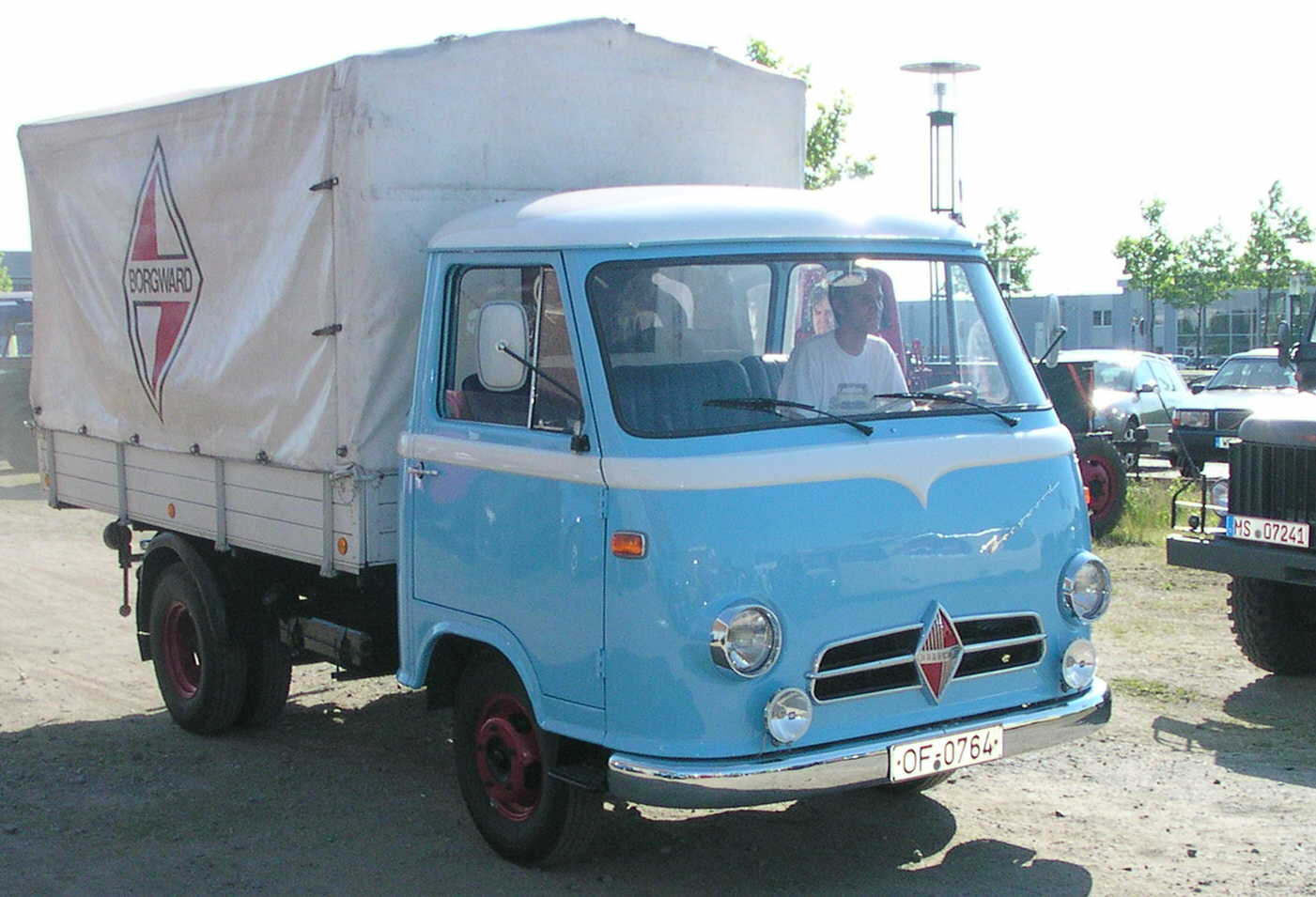
Borgward B 611/D (1961)

### Bussar

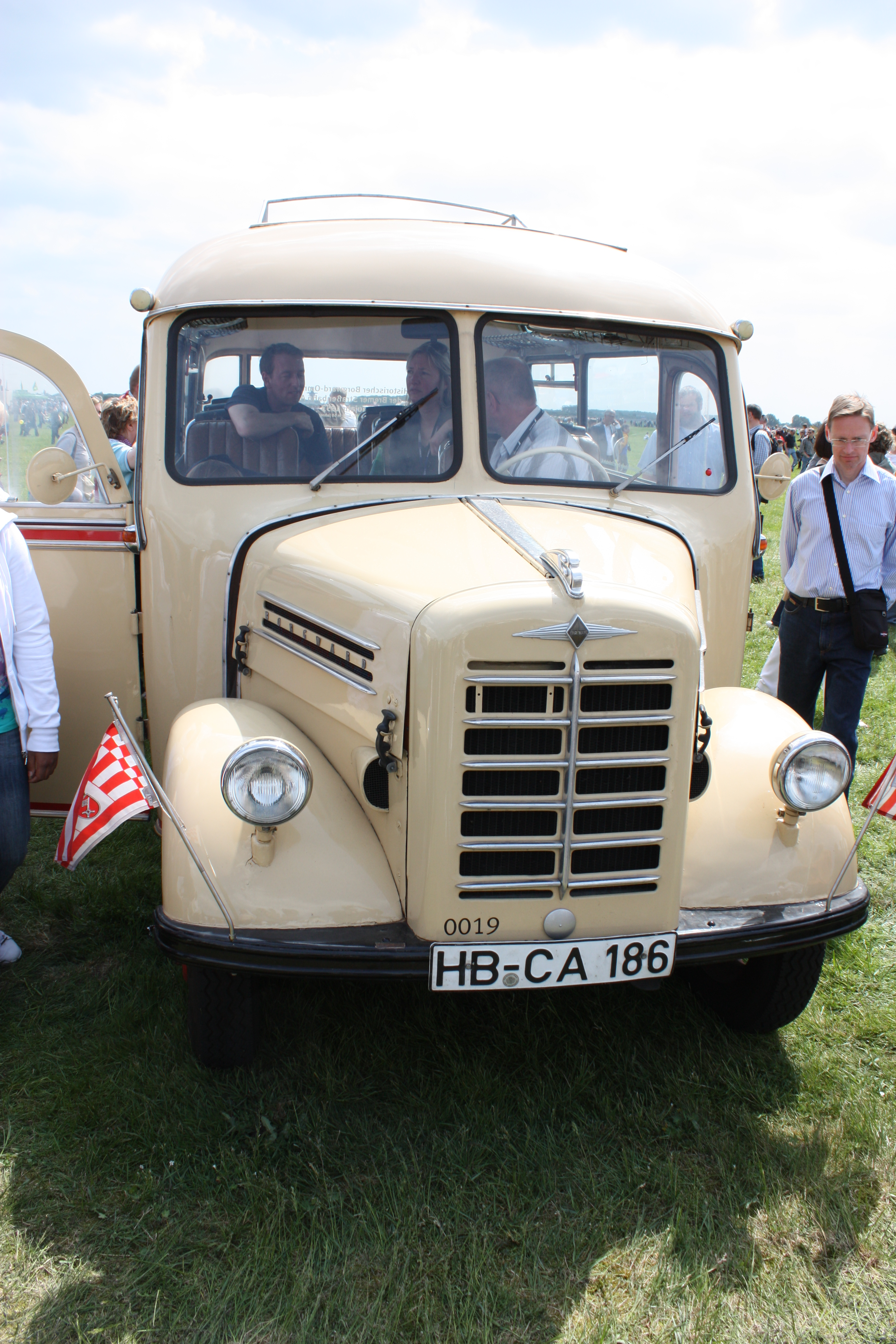
Borgward B 1250
- Borgward B 1500
- Borgward B 2000
- Borgward B 2500
- Borgward B 2500 F
- Borgward B 3000
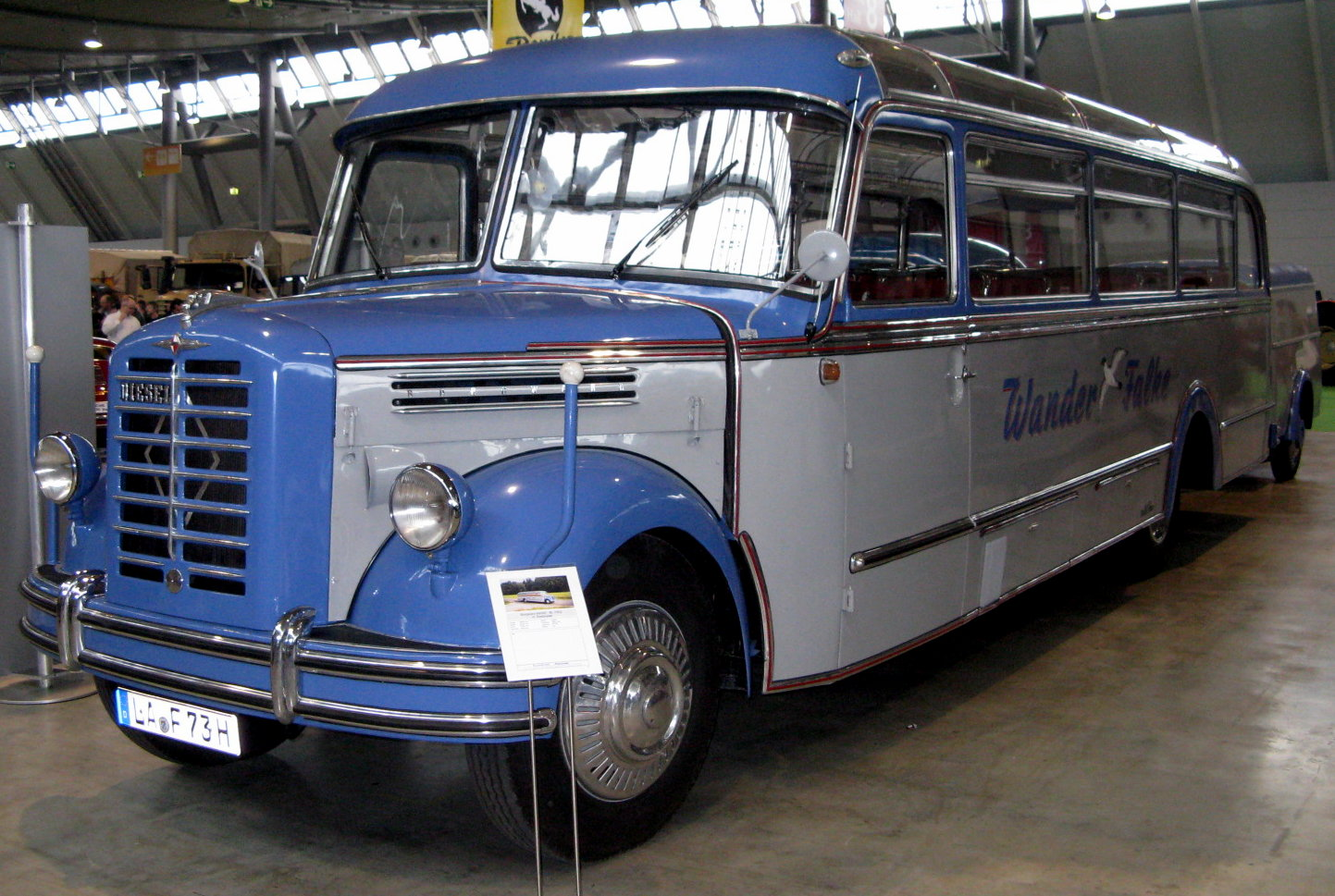
Borgward BO 4000
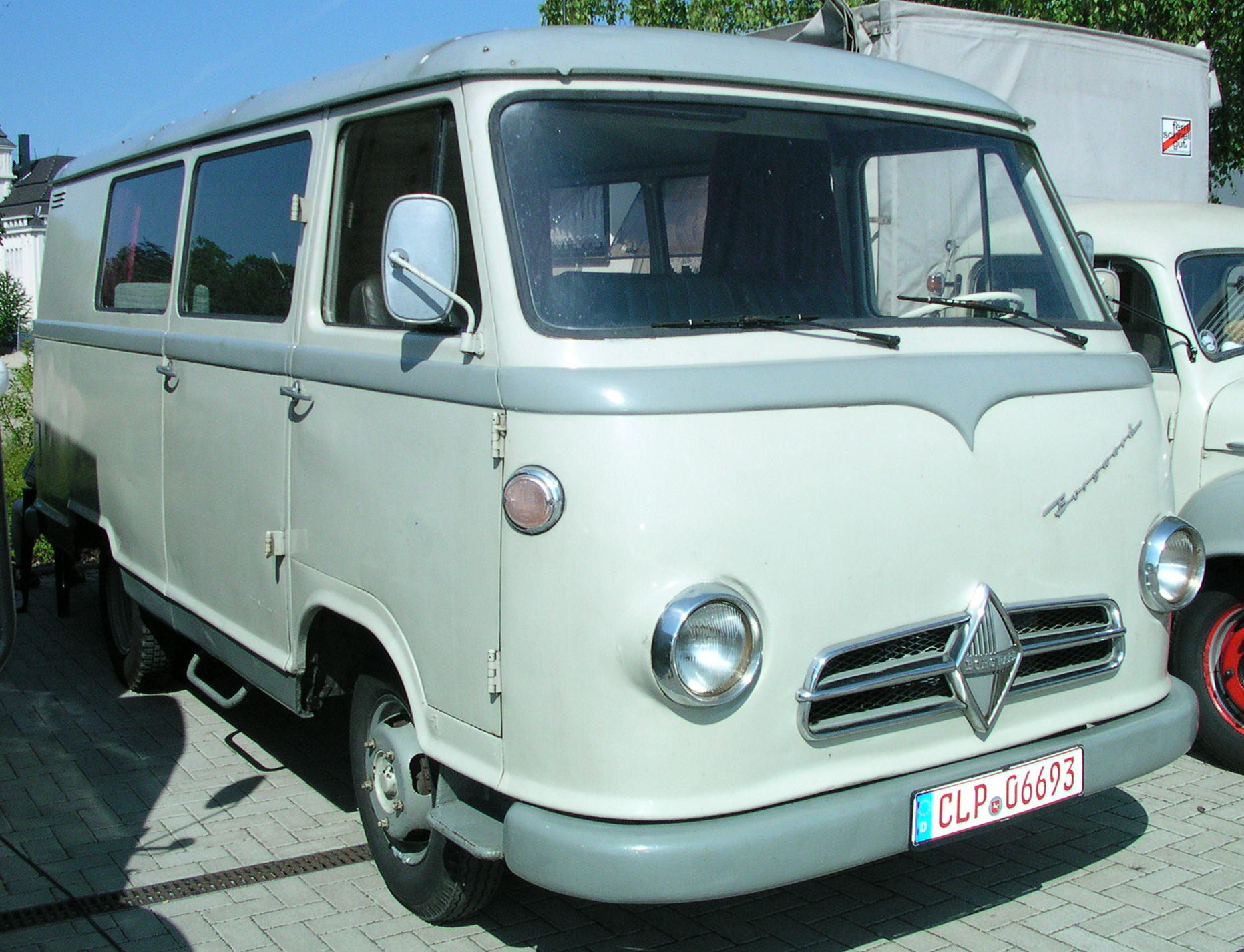
Borgward BO 4500
- Borgward BO 611

- Borgward B 1500
- Borgward BO 4000
- Borgward BO 611

### Fotnoter
1. ↑  hämtat från: franskspråkiga Wikipedia.[källa från Wikidata]
2. ↑  hämtat från: ryskspråkiga Wikipedia.[källa från Wikidata]
3. 1 2 3  http://www.welt.de/wirtschaft/article1561850/Spektakulaere-Pleite-die-keine-war.html
4. ↑  ”Grattis Borgward Isabella! | Klassiker”. Klassiker. http://www.klassiker.nu/namnsdagsbilen/grattis-borgward-isabella-316. Läst 24 mars 2016.
5. ↑  http://www.focus.de/finanzen/news/tid-13685/firmenpleiten-borgward-der-anfang-vom-ende-des-wirtschaftswunders_aid_381350.html